# Tim Jacobus
Tim Jacobus (21 aprile 1959) è un disegnatore statunitense, che si occupa anche di illustrare copertine di romanzi.
Ha illustrato le copertine della serie Piccoli brividi di R. L. Stine.